# Heinz Klemmer
Heinz Klemmer (* 8. August 1921 in Oberhausen; † 5. November 1988 in Kärnten) war ein deutscher Beamter, Unternehmer und Politiker (SPD) und war Mitglied der Bremischen Bürgerschaft.

## Biografie

### Familie, Ausbildung, Beruf
Klemmer absolvierte eine Ausbildung für die Verwaltung in einem Hüttenwerk in Oberhausen. Er diente im Zweiten Weltkrieg als Soldat. Nach der Kriegsgefangenschaft war er in Bremen als Kriminalpolizist und dann ab 1949/50 als Beamter beim Senator für das Innere tätig und von 1950 bis 1958 als Leiter des Landesamtes für Verfassungsschutz Bremen, zuletzt als Oberregierungsrat, dann bis 1967 als Leiter des Straßenverkehrsamtes. Ab 1970 bis zu seinem Ruhestand (1988) war er Prokurist und Leiter der Niederlassung Bremen der Nordwestdeutschen Siedlungsgesellschaft Hamburg (NWDS), einer der großen Wohnungsgesellschaften in und um Bremen.
Er war verheiratet und hatte Kinder.

### Politik
Klemmer war als Mitglied der SPD in seinem Ortsverein in Bremen-Horn-Lehe aktiv. Er wurde 1960 und 1965 von der SPD auf deren Landesliste für die Wahlen zum Bundestag aufgestellt. In den 1960er Jahren war er SPD-Stadtkreisvorsitzender in Bremen-Ost. Er trat häufig als Referent für die SPD auf und vertrat die Bremer auch bei SPD-Bundesparteitagen.
Von 1967 bis 1971 war er Mitglied der 12. Bremischen Bürgerschaft und dort Mitglied verschiedener Deputationen, u. a. für das Bauwesen, sowie Sprecher des neu geschaffenen Petitionsausschusses. Er unterstützte als Deputationssprecher den Bau einer „Blockland-Stadt“ nördlich der Blockland-Autobahn. 1969 berichtete der Weser-Kurier-Redakteur Ulrich Manz kritisch zu Baulandankäufen bei der Verbreiterung der Blockland-Autobahn. Bei der Bauland-Affäre in Bremen wurden der Fraktionsvorsitzende Richard Boljahn (SPD), der Bürgerschaftsabgeordnete Hans Ludwig Kulenkampff (CDU) und der Makler Wilhelm Lohmann kritisch vom Untersuchungsausschuss genannt. Klemmer ließ seine Funktion als Sprecher der Baudeputation auf Grund der Forderung der SPD vorübergehend ruhen. Er wurde jedoch danach vom Untersuchungsausschuss rehabilitiert und war dann wieder Sprecher der Baudeputation. Nachdem Klemmer zum Leiter einer Wohnungsgesellschaft (NWDS) wurde, verließ er im Oktober 1970 die Baudeputation, um Interessenskonflikte zu vermeiden. Er kandidierte deshalb auch nicht mehr für die Bürgerschaft.

## Weitere Mitgliedschaften
- Mitglied der Gewerkschaft ÖTV